# San Pedro Garza García
La ciutat de Garza-García, oficialment, San Pedro Garza García és un dels municipis més rics de Llatinoamèrica. És, principalment, un suburbi comercial de la ciutat de Monterrey, Nuevo León a Mèxic, amb una població de 120.913 habitants. Com a part de l'àrea metropolitana de Monterrey, també està envoltada per muntanyes de la Sierra Madre Oriental. La ciutat és molt desenvolupada, i és seu de les oficines administratives de diverses companyies com ara Cemex, Gamesa, Vitro, Cydsa, i d'altres.
Dos mesos després de la fundació de la ciutat veïna de Monterrey, el territori actual de San Pedro Garza-García es va convertir en una hisenda que produïa blat de moro, blat, mongetes, i altres aliments. Durant el segle xviii, aquesta regió va rebre el nom de "San Pedro", en honor de Sant Pere. La ciutat va rebre l'estatus de "villa" (poble) el 14 de desembre, 1882, i va ser anomenada Garza-García, en honor del governador de l'estat, Genaro Garza García. El 1988 va ser reanomenada San Pedro Garza-García.
A la llista de l'índex de desenvolupament humà municipal publicat per les Nacions Unides el 2004, Garza-García surt com el municipi més ric d'acord amb la renda per capita (amb $28.864 dòlars nord-americans). Com a subregió d'una entitat federativa, però, n'ocupa el segon lloc, ja que la delegació Benito Juárez (una subdivisió de la Ciutat de Mèxic que no té, però, el mateix estatus polític que un municipi), del Districte Federal Mexicà n'ocupa el primer lloc.